# タカハシ (北海道)

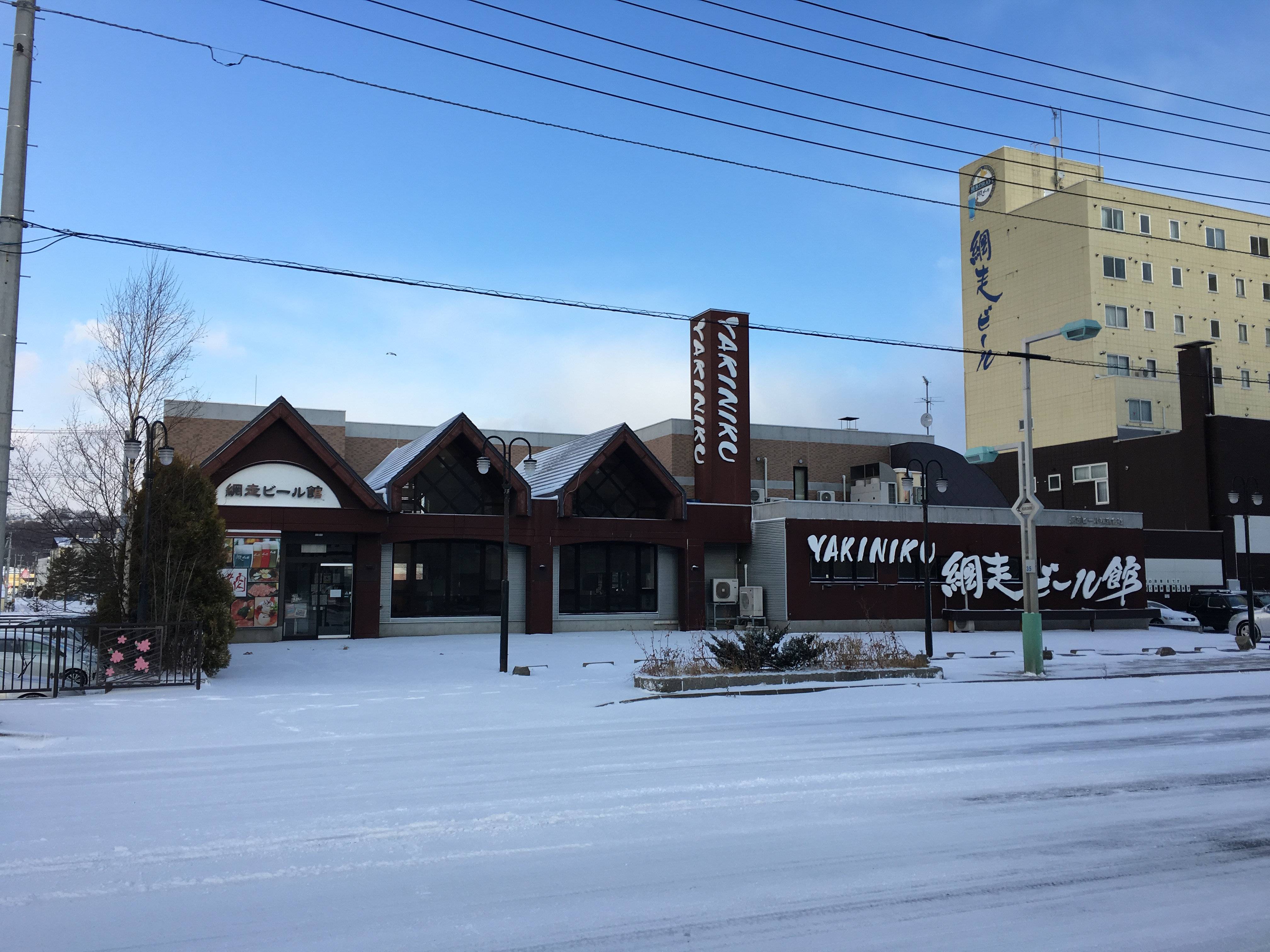
焼肉レストラン「YAKINIKU網走ビール館」
買収した網走ビール株式会社の工場併設レストランを焼肉店に改装したもの

株式会社タカハシ（TAKAHASHI Co.,Ltd）は、北海道網走市に本社を置く企業。企業集団「タカハシグループ」の親会社としてエンタテインメント事業などのサービス業を展開している。

## 概要
発祥の地は美幌町で、1954年に初代社長・高橋貫一の母である高橋はるにより設立された映画館がその前身。女満別で農家を営んでいた高橋はるが「家族みんなで携わることの出来る仕事をしたい」という思いから興行事業を検討し、農地を売却し美幌町の映画館「美幌銀映座」を買収。
1961年に株式会社髙橋興業を設立して法人化し、高橋貫一が初代社長に就任。東映系列映画館「美幌東映（びほろとうえい）」として再スタートし、北見・網走で映画館経営を行った。
1989年からはカラオケ事業を開始、カラオケボックス「ミュージックハウス歌屋」などを道内に展開。1991年には祖業の映画館事業から撤退し、翌1992年に現社名に変更。以降は道内で、外食事業や介護事業などを展開している。
2007年6月、民事再生法の適用を受けた網走ビール株式会社について、網走市から再生スポンサーの要請を受けて子会社化し、地ビールの製造・販売事業に着手。翌年、青色の発泡酒「流氷ドラフト」を発売。 ビール工場に併設されていたレストラン を焼肉レストランとして「YAKINIKU 網走ビール館」にリニューアルした。
2009年1月、道の駅流氷街道網走の建設に伴い、同施設の売店・レストランに出店し、道の駅観光事業に着手。
2010年12月、それまでの店舗デザイン経験を活かし、店舗のデザイン・設計・施工や住宅のリフォームなどを事業とする「タカハシアートプランニング株式会社」を設立。
2012年4月より名古屋鉄道が保有していた道東観光開発および網走バス・網走ハイヤーの株式を譲り受け、運輸業にも進出することとなった。

## 沿革
- 1954年（昭和29年）- 高橋はるらが映画館「美幌銀映座」を買収。
- 1961年（昭和36年）3月 - 株式会社髙橋興業を設立、高橋貫一が社長就任。その後映画館「美幌東映」を開業[1]。
- 1989年（平成元年）- カラオケ事業開始[1]。
- 1991年（平成3年）- 映画館事業から撤退。
- 1992年（平成4年）- 株式会社タカハシに社名変更。
- 1993年（平成5年）- 代表取締役に髙橋康弘が就任。
- 2001年（平成13年）- 外食事業を開始。
- 2006年（平成18年）6月 - インターネットカフェ事業を開始。
- 2007年（平成19年）6月 - 網走ビール株式会社を子会社化し、地ビールの製造・販売事業を開始[1]。
- 2008年（平成20年）2月 - 発泡酒「流氷ドラフト」の販売を開始。
- 2009年（平成21年）1月 - 道の駅流氷街道網走にて道の駅事業を開始。
- 2010年（平成22年）
  - 4月 - BMBが運営する道内の「ソングパーク」11店舗を買収し「歌屋」に統一、道内店舗数50店舗を達成。
  - 12月 - タカハシアートプランニング株式会社を設立し、デザイン・設計・施工事業を開始。
- 2012年（平成24年）
  - 4月 - 名古屋鉄道より道東観光開発株式会社、及びその傘下の網走バス株式会社、株式会社網走ハイヤーを子会社化し、交通事業開始[2]。
  - 6月 - ホテル「オホーツク渚亭」を買収し、サ高住「花・水・木」を設立し介護事業開始[3]。
- 2013年（平成25年）4月 - 代表取締役に髙橋洋一が就任。
- 2015年（平成27年）3月 - 初の海外事業として札幌市「ブルクベーカリー」のフランチャイズ店をコタキナバル（マレーシア）に出店（2017年撤退）[4]。
- 2016年（平成28年）8月 - 「ゲーム・カラオケ キャッツアイ」を経営する北東商事株式会社を子会社化。
- 2017年（平成29年）4月 - タカハシライフサポート株式会社を設立し、介護事業を開始。
- 2018年（平成30年）10月 - 「カラオケ マッシュ」を経営する株式会社フィールドを子会社化。
- 2019年（平成31年/令和元年）
  - 3月 - 株式会社きたみ観光バス[5]を子会社化。
  - 5月 - 一般社団法人 日本地域福祉協会を収得。
- 2020年（令和2年）9月 - オホーツクバザール株式会社および株式会社三洋食品を子会社化し、海産物販売・卸事業を開始。
- 2021年（令和3年）1月 - 北東商事を通じ、ベーカリー「ボストンベイク」を経営する株式会社ボストンを買収。

## グループ会社
- 株式会社タカハシ
  - タカハシエンターテイメント株式会社
  - タカハシフードサービス株式会社 - 外食事業
  - タカハシアートプランニング株式会社 - 店舗デザイン
  - タカハシライフサポート株式会社 - 介護事業
- 網走ビール株式会社
- 道東観光開発株式会社
- 網走バス株式会社
  - 株式会社網走ハイヤー[6]
  - 株式会社きたみ観光バス[5]
- 北東商事株式会社 - ゲームセンター、カラオケボックス運営
  - 株式会社三洋食品- 海産物販売[7]
- 株式会社フィールド - カラオケボックス運営
- 一般社団法人 日本地域福祉協会 - 介護事業
- オホーツクバザール株式会社 - 海産物・農産物販売[8]
- 株式会社ボストン - ベーカリー

## カラオケ事業
東京の服飾デザイン専門学校を卒業した2代目社長・高橋康弘の弟の高橋俊二が、「日常の中の非日常を提供したい」との思いから強いコンセプト性のある店舗デザインを考案し、江戸時代の舞台小屋をイメージした「カラオケ歌屋」、網走監獄をイメージした「監獄カラオケ」、西洋ホラー映画をイメージした「スリラーカラオケ」といったブランドが展開されている。
このほか子会社運営のカラオケ店として、北東商事による「キャッツアイ」（カラオケは一部店舗のみ設置）や、株式会社フィールドによる「カラオケマッシュ」がある。
道央地区
- 石狩管内（北広島市以北）
  - 札幌市中央区 - スリラー札幌南3条店、スリラー札幌中央店、歌屋札幌すすきの南4条店、歌屋札幌北3条店、歌屋札幌駅前通店
  - 札幌市北区 - 歌屋札幌駅西口店、歌屋札幌北24条店、歌屋札幌新琴似店
  - 札幌市東区 - 歌屋札幌環状通北光店
  - 札幌市西区 - 歌屋札幌琴似店
  - 札幌市白石区 - 歌屋札幌北郷店
  - 札幌市手稲区 - 歌屋札幌宮の沢店、歌屋札幌手稲前田店
  - 札幌市清田区 - 歌屋美しが丘店
  - 江別市 - 歌屋江別店
  - 北広島市 - 歌屋北広島店
- 空知管内（美唄市以南）
  - 岩見沢市 - スリラー岩見沢店、歌屋岩見沢店
- 後志管内
  - 小樽市 - スリラー小樽店
  - 岩内郡岩内町 - 歌屋岩内店
  - 虻田郡倶知安町 - 歌屋倶知安店

道南地区
- 石狩管内（恵庭市以南）
  - 千歳市 - 歌屋千歳店
- 胆振管内
  - 室蘭市 - 歌屋室蘭輪西店、スリラー中島店
  - 苫小牧市 - 歌屋苫小牧元町店[注 1]、歌屋苫小牧駅前店
  - 登別市 - 監獄登別店
  - 伊達市 - 歌屋伊達店
- 渡島管内
  - 函館市 - 歌屋函館五稜郭店、歌屋函館美原店

道北地区
- 空知管内（奈井江町以北）
  - 滝川市 - 監獄滝川新町店
  - 深川市 - 歌屋深川店
- 留萌管内
  - 留萌市 - 歌屋留萌店
- 上川管内
  - 旭川市 - 歌屋旭川買物公園3条店、歌屋旭川豊岡店、歌屋旭川大町店
  - 士別市 - 歌屋士別店
  - 富良野市 - 歌屋富良野店

道東地区
- オホーツク管内
  - 北見市 - 歌屋北見緑町店、歌屋北見西富店、監獄「R」北見店、スリラー北見店
  - 網走市 - 歌屋網走店、歌屋網走潮見店
  - 紋別市 - 歌屋紋別店
  - 紋別郡遠軽町 - 歌屋遠軽店
- 十勝管内
  - 帯広市 - 歌屋帯広稲田店、歌屋西帯広店
  - 河東郡音更町 - 歌屋音更店、歌屋下音更店
- 釧路管内
  - 釧路市 - 歌屋釧路末広店
  - 釧路郡釧路町 - 歌屋釧路木場店
- 根室管内
  - 根室市 - 歌屋根室店
  - 標津郡中標津町 - 歌屋中標津店

## 外食事業
- 石狩管内
  - 札幌市中央区 - NEIGHBOUR Roast & Brew
- オホーツク管内
  - 網走市 - YAKINIKU網走ビール館、フードコートキネマ館
- 釧路管内
  - 釧路郡釧路町 - YAKINIKU Dining 弦GEN釧路店

## アミューズメント事業
- キャッツアイ
  - 子会社の北東商事が運営する総合アミューズメント施設。詳細は会社記事を参照。
- フリースタイル
  - 2006年に開店したインターネットカフェ。千歳市・小樽市・札幌市北区・室蘭市に展開していたが、2022年1月末の室蘭中島店閉店をもって全店閉店。